# Erzbistum Birmingham
Das Erzbistum Birmingham (lateinisch Archidioecesis Birminghamiensis) ist eine Diözese der römisch-katholischen Kirche mit Sitz im britischen Birmingham.
Bischofskirche ist die St. Chad’s Cathedral.

## Geschichte
Die Erzdiözese hat ihren Ursprung in dem bereits am 30. Januar 1688 aus dem Apostolischen Vikariat England begründeten Apostolischen Vikariat Midland District. Nachdem 1840 das Apostolische Vikariat Eastern District von ihm abgetrennt wurde, wechselte sein Name zu Apostolisches Vikariat Central District. Am 29. September 1850 – Wiederherstellung der katholischen Hierarchie in England – wurde aus Teilen des Gebietes das Bistum Nottingham errichtet. Zugleich gab es auch einige Gebiete zur Errichtung des Bistums Shrewsbury ab und wurde selbst zum Bistum Birmingham erhoben. Als solches unterstand es dem Erzbistum Westminster als Suffraganbistum, wurde dann aber am 28. Oktober 1911 selbst zum Erzbistum mit Sitz eines Metropoliten, dem die beiden Suffraganbistümer Clifton und Shrewsbury zugeordnet sind.
Heute umfasst das Gebiet des Erzbistums die Territorien von Oxfordshire, Staffordshire, West Midlands, Warwickshire und Worcestershire.

## Bekannte Geistliche

### Diözesanbischöfe
ab 28. Oktober 1911 Erzbischöfe
- 1850–1888: William Bernard Ullathorne OSB
- 1888–1921: Edward Ilsley
- 1921–1928: John McIntyre
- 1929–1946: Thomas Leighton Williams
- 1947–1953: Joseph Masterson
- 1954–1965: Francis Joseph Grimshaw
- 1965–1981: George Patrick Dwyer
- 1982–1999: Maurice Couve de Murville
- 2000–2009: Vincent Nichols, danach Erzbischof von Westminster
- seit 2009: Bernard Longley

### Andere
- Oswald Baker